# 松本栄一 (実業家)
松本 栄一（まつもと えいいち、1936年11月16日 - 2012年2月1日）は、日本の経営者。JSR社長、会長を務めた。

## 経歴
千葉県出身。1961年に東京大学経済学部を卒業し、同年に日本合成ゴム(現在のJSR)に入社。1987年6月に取締役に就任し、1990年6月に常務を経て、1993年6月には社長に就任。2001年6月に会長に就任し、2005年6月からは相談役を務めた。
2012年2月1日、死去。75歳没。